# Rinorea mezilii
Rinorea mezilii är en violväxtart som beskrevs av Achound.. Rinorea mezilii ingår i släktet Rinorea och familjen violväxter. Inga underarter finns listade i Catalogue of Life.